# Peleteria setigera
Peleteria setigera là một loài ruồi trong họ Tachinidae.